# Slam Dunk (Da Funk)
Slam Dunk (Da Funk) là bài hát được thể hiện bởi ban nhạc 
Five, là single đầu tiên được phát hành của nhóm vào cuối năm 1997 tại UK. Xuất hiện trong album đầu tay của nhóm 5ive vào năm 1998. Bài hát đứng vị trí thứ 10 trong bảng xếp hạng UK và bán được 500.000 bản trên thế giới.
Pha trộn giữa pop và rap, single này được sản xuất bởi Jacob Schulze (với cái tên "Jake"), Max Martin, và Denniz Pop. Bài hát lấy mẫu từ "Clap Your Hands" của Herbie Crichlow.
Bài hát không được phát hành rộng rãi tới một số nước khác ngoài UK và châu Âu cho tới New Zealand nơi nó đạt tới vị trí 22. Ở các nước khác single đầu tiên của họ là "When the Lights Go Out".
Bài hát được cho vào bộ phim Smart House trong Disney Channel Original Movie

## Danh sách các track
US Single
1. Slam Dunk (Da Funk) [Radio Edit] 3:38
2. Slam Dunk (Da Funk) [Instrumental] 3:38
3. Slam Dunk (Da Funk) [Call Out Research Hook Remix]
4. Satisfied [Album Version] 3:35

US Viynl
1. A1 "Slam Dunk (Da Funk)" [Album Version] 3:35
2. A2 "Slam Dunk (Da Funk)" [Sol Brothers Remix] 8:58
3. A3 "Slam Dunk (Da Funk)" [Candy Girls Instrumental] 6:33
4. B1 "Slam Dunk (Da Funk)" [Future Funk Remix] 6:35
5. B2 "Slam Dunk (Da Funk)" [Bug Remix] 6:36
6. B3 "Satisfied" [Album Version] 3:35

UK CD1
1. "Slam Dunk (Da Funk)" [Radio Edit] 3:38
2. "Straight Up Funk" (4:00)
3. "Slam Dunk (Da Funk)" [Candy Girls Vocal Club Mix] 6:31
4. "Slam Dunk (Da Funk)" [Video]

UK CD2
1. "Slam Dunk (Da Funk)" [Radio Edit] 3:38
2. "Slam Dunk (Da Funk)" [Candy Girls Vocal Club Mix] 6:32
3. "Slam Dunk (Da Funk)" [Future Funk Remix] 6:35
4. "Slam Dunk (Da Funk)" [Sol Brothers Mix] 8:57
5. "Slam Dunk (Da Funk)" [Bug Remix] 6:36

## Thành tích thứ hạng
| \| BXH (1997) \| Vị trí \| \| -------------------------------- \| ------ \| \| Belgian (Flanders) Singles Chart \| 6 \| \| UK Singles Chart \| 10 \| \| Belgian (Wallonia) Singles Chart \| 14 \| \| Italian Singles Chart \| 19 \| \| Dutch Singles Chart \| 22 \| \| New Zealand Singles Chart \| 22 \| \| Swedish Singles Chart \| 28 \| \| German Singles Chart \| 77 \| - Slam Dunk (Da Funk) (UK release) trên discogs.com - Slam Dunk (Da Funk) (European release) trên discogs.com |        |
| BXH (1997) | Vị trí |
| Belgian (Flanders) Singles Chart | 6      |
| UK Singles Chart | 10     |
| Belgian (Wallonia) Singles Chart | 14     |
| Italian Singles Chart | 19     |
| Dutch Singles Chart | 22     |
| New Zealand Singles Chart | 22     |
| Swedish Singles Chart | 28     |
| German Singles Chart | 77     |